# Per Haupt
Per André Haupt, född 13 april 1968, är en svensk arkitekt.
Haupt är utbildad vid Lunds tekniska högskola. Därefter var han verksam i Nederländerna fram till år 2010 när han flyttade till Söderköping.
Haupt var stadsarkitekt i Söderköpings kommun i knappt ett år från 2013 till 2014 när han slutade efter missnöje med resursbrist. Senare samma år blev han istället stadsarkitekt i Eskilstuna. Han lämnade tjänsten i Eskilstuna i maj 2017.
Han arbetar sedan dess som stadsplanerare i Norrköpings kommun, samt som adjungerad professor i arkitektur och stadsplanering på Blekinge tekniska högskola.

## Källhänvisningar
1. ↑  ”Trappuppgången sommar 2015”. Arkiverad från originalet den 29 juni 2017. https://web.archive.org/web/20170629163138/https://www.eskilstuna.se/download/18.3c4905941582ac4a3c14e45/1479464933596/Artikel+om+stadsl%C3%A4kning_Trappuppg%C3%A5ngen_nr1_2015.pdf. Läst 29 juni 2017.
2. ↑  Söderköpings stadsarkitekt slutar Arkiverad 29 juni 2017 hämtat från the Wayback Machine., Folkbladet, 10 mars 2014
3. ↑  ”Ingen har fått stå till svars för slöseriet”, Norrköpings Tidningar, 12 september 2014
4. ↑  Besviken stadsarkitekt säger upp sig Arkiverad 4 mars 2017 hämtat från the Wayback Machine., Eskilstuna-Kuriren, 4 mars 2017
5. ↑  ”Säkerhetsverifiering | LinkedIn”. www.linkedin.com. https://www.linkedin.com/checkpoint/challengesV2/AQGJGhWVnqPD7QAAAW4heVYbackXSeoeeCqmyNTOMlFD_THnX4kZVICRRkT71W-zevgt0I_hpsZVL3GtaPc75Qbh49js6fhmpw. Läst 31 oktober 2019.